# Розмітка зв'язків таблиць (шаблон проєктування)
Розмітка зв'язків таблиць (англ. Association Table Mapping) — шаблон проєктування, який пропонує відображати колекції об'єктів у вигляді проміжних таблиць з зовнішніми ключами.

## Опис
Об'єкти із легкістю можуть містити набір значень у вигляді колекцій. Реляційні бази обмежуються полями з одним значенням. При відношенні "один до багатьох" можна використати розмітку зовнішніх ключів. Але при відношенні "багато до багатьох" немає однозначної сутності на яку би посилався зовнішній ключ.
Рішення таке ж як і в реляційних базах даних — створення проміжної сутності, яка міститиме ключі.

## Реалізація
Нехай дані об'єкти, які представляють моделі таблиць у сховищі.
```
class
 
EmployeeTable

{

        
public
 
int
 
Id
 
{
 
get
;
 
set
;
 
}

        
public
 
string
 
Name
 
{
 
get
;
 
set
;
 
}

}

class
 
SkillTable

{

        
public
 
int
 
Id
 
{
 
get
;
 
set
;
 
}

        
public
 
string
 
Name
 
{
 
get
;
 
set
;
 
}

}

class
 
EmployeeSkillTable

{

        
public
 
int
 
EmployeeId
 
{
 
get
;
 
set
;
 
}

        
public
 
int
 
SkillId
 
{
 
get
;
 
set
;
 
}

}

```

Тоді у пам'яті таку структуру можна описати наступним чином. Правда в такому випадку ускладнюється логіка відображення об'єктів у моделі даних.
```
class
 
Employee

{

        
public
 
int
 
Id
 
{
 
get
;
 
set
;
 
}

        
public
 
string
 
Name
 
{
 
get
;
 
set
;
 
}

        
public
 
ICollection
<
Skill
>
 
Skills
 
{
 
get
;
 
set
;
 
}

}

class
 
Skill

{

        
public
 
int
 
Id
 
{
 
get
;
 
set
;
 
}

        
public
 
string
 
Name
 
{
 
get
;
 
set
;
 
}

        
public
 
ICollection
<
Employee
>
 
Employees
 
{
 
get
;
 
set
;
 
}

}

```

Або згідно шаблону.
```
class
 
Employee

{

        
public
 
int
 
Id
 
{
 
get
;
 
set
;
 
}

        
public
 
string
 
Name
 
{
 
get
;
 
set
;
 
}

        
public
 
ICollection
<
EmployeeSkill
>
 
Skills
 
{
 
get
;
 
set
;
 
}

}

class
 
Skill

{

        
public
 
int
 
Id
 
{
 
get
;
 
set
;
 
}

        
public
 
string
 
Name
 
{
 
get
;
 
set
;
 
}

        
public
 
ICollection
<
EmployeeSkill
>
 
Employees
 
{
 
get
;
 
set
;
 
}

}

class
 
EmployeeSkill

{

        
public
 
int
 
EmployeeId
 
{
 
get
;
 
set
;
 
}

        
public
 
int
 
SkillId
 
{
 
get
;
 
set
;
 
}

}

```